# Robert Jennings
Robert Yewdall Jennings (Yorkshire, 19 oktober 1913 - Cambridge, 4 augustus 2004) was een Brits rechtsgeleerde aan de Universiteit van Cambridge. Hij was van 1982 tot 1995 rechter bij het Internationaal Gerechtshof, waarnaast van 1991 tot 1994 de president van het Hof.

## Levensloop
Jennings studeerde geschiedenis en later rechten aan het Downing College van de Universiteit van Cambridge en behaalde hier respectievelijk een Master of Arts en een Bachelor of Laws. Vervolgens studeerde hij van 1937 tot 1938 met behulp van een studiebeurs aan de Harvard-universiteit. Aansluitend onderwees hij als assistant lecturer aan de London School of Economics and Political Science, tot hij in de Tweede Wereldoorlog aan het werk ging voor de militaire inlichtingendienst.
Na de oorlog was hij opnieuw Lecturer, ditmaal aan de Universiteit van Cambridge. Hier bekleedde hij vanaf 1955 op 42-jarige leeftijd de Whewell-leerstoel voor internationaal recht; in deze functie bleef hij aan tot 1982. In 1967 was hij docent aan de Haagsche Academie voor Internationaal Recht.
In februari 1982 begon hij zijn ambtstermijn als rechter van het Internationaal Gerechtshof in Den Haag, waarvoor hij ook al een keer eerder had gediend als ad-hocrechter. Hij volgde hierbij zijn landgenoot Humphrey Waldock op die tijdens zijn ambtstermijn was overleden. Van 1991 tot 1994 was hij daarnaast president van het Hof. In deze tijd gaf hij bijzondere waarde aan de eenheid en solidariteit van het Gerechtshof. Daarnaast was hij eveneens sinds 1982 lid van het Permanente Hof van Arbitrage, eveneens in Den Haag.
Jennings was sinds 1939 fellow van het Jesus College in Cambridge, waarvan hij bij tijden ook president was. Hij werd in 1982 geridderd en mag zich laten aanspreken als sir. Van 1983 tot 1984 was hij president van vanaf 1985 erelid van het Institut de Droit International, waarvan hij sinds 1957 associate en sinds 1967 lid was. Hij werd onderscheiden met eredoctoraten van de universiteiten van Oxford, Cambridge, Hull, Leicester en Saarland. Aan de Universiteit van Leicester is daarbij een leerstoel naar hem vernoemd. De American Society of International Law riep hem in 1988 uit tot erelid en onderscheidde hem in 1993 met een Manley O. Hudson Medal.

## Werk (selectie)
- 1962: Acquisition of Territory in International Law, Manchester University Press, Manchester
- 1986: International Courts and International Politics, Hull University Press, Kingston upon Hull
- 1996: Oppenheim’s International Law, 9e druk, Longman, Harlow
- 1998: Collected Writings of Sir Robert Jennings, Kluwer Law International, Den Haag

- Bibliothèque nationale de France: cb12275338z (data)
- CiNii: DA07161904
- Gemeinsame Normdatei: 119359162
- International Standard Name Identifier: 0000 0001 2024 9274
- Library of Congress Control Number: n81098166
- Nationale Bibliotheek van Tsjechië: mub2012702536
- Nationale Bibliotheek van Israël: 987007461230105171
- Nederlandse Thesaurus van Auteursnamen: 069152969
- LIBRIS: 344995
- Système universitaire de documentation: 031562310
- Virtual International Authority File: 44606724
- WorldCat: E39PBJxhtmdDGdcmgRWKbJYQMP